# Магелланово облако (роман)
Магелланово облако (пол. Obłok Magellana) — научно-фантастический роман польского писателя Станислава Лема. В 1954 году в еженедельнике «Przekrój» публиковались отрывки из романа, в следующем году он вышел полностью в издательстве «Iskry». Впервые был переведён на русский язык Л. И. Яковлевым и издан в 1960 году.

## Содержание
Действие романа происходит в XXXII веке. На Земле претворены в жизнь идеалы коммунизма, в результате чего освободившееся от предрассудков общество идёт по пути научно-технического и культурного прогресса. Изменению подвергся даже климат Земли: главный герой родился в Гренландии, «недалеко от Полярного круга, в той части острова, где тропический климат сменяется умеренным, а пальмовые рощи уступают место высокоствольным лиственным лесам».
Однако освоение космоса пока что ограничено лишь Солнечной системой, поскольку учёным не удаётся преодолеть трудности связанные с достижением необходимой для достаточно кратких межзвёздных перелётов скорости. Но, с появлением новых технологий, полёт и возвращение в течение одной человеческой жизни становятся возможным, и начинается подготовка к первой экспедиции — на Альфу Центавра. 
Главный герой мечтает об участии в полётах с детства. Благодаря своей целеустремлённости главный герой изучает кибернетику, звездоплавание, получает диплом по медицине, а также побеждает в Олимпийских играх. В результате, он попадает в состав экипажа звездолёта «Гея» из 227 человек.
В 3114 году состоялся запуск «Геи» к Альфе Центавра. На борту корабля возникают различные трудности: от появления случайно попавшего на борт человека до всеобщей депрессии экипажа. Специалисты ищут различные пути выхода из трудных ситуаций, стараясь сделать жизнь людей более разнообразной. У Проксимы Центавра «Гея» случайно обнаруживает боевую космическую станцию из далёкого прошлого (она находилась на орбите Земли во время противостояния двух политических блоков на Земле (в них угадываются ОВД и НАТО) и несла ядерное оружие, но случайно сошла с орбиты и почти за тысячу лет достигла Проксимы Центавра). Экипаж «Геи» взрывает боевую станцию, чтобы уничтожить запасы ядерного и бактериологического оружия, обнаруженные на ней.
«Гея» обнаруживает направленный на неё радарный сигнал, исходящий от одной из планет Альфы Центавра. «Гея» следует к этой планете и пытается установить связь с её цивилизацией. Все сообщения остаются без ответа, а при попытке высадки на планету десантные ракеты неожиданно подвергаются атаке, в результате которой погибает 10 астронавтов. Тем не менее, экипаж «Геи» не спешит наносить ответный удар, и звездолёт отдаляется от планеты.  

На экстренном совещании экипажа выдвигается предположение, что обитатели планеты ошибочно приняли мирную высадку за агрессию, и попытки установить контакт надо продолжать. 
Главный герой с напарником отправляется на один из близлежащих астероидов для постройки промежуточной космической базы. В результате метеоритного дождя они теряют связь с «Геей», и при попытке её наладить напарник получает смертельную дозу радиации. Не имея связи, главный герой лжёт умирающему, что контакт налажен и обнаружена высокоразвитая дружественная цивилизация. 
Роман заканчивается починкой связи и сообщением «Геи» об установлении контакта с цивилизацией Альфы Центавра. Главный герой спешит сообщить, что он не лгал, но напарник уже умер.

## Экранизация
В 1963 году по мотивам романа в Чехословакии был снят фильм «Икар-1» режиссёра Индржиха Полака.

## Отношение автора
В 1954 году вместе с публикуемыми отрывками в «Przekrój» был напечатан микрорассказ-автопародия «Около мегаломана». 
Впоследствии Лем весьма критически относился к этому своему раннему роману: «„Магелланово облако“ я считаю достаточно слабым произведением, в особенности в смысле языка… Я тогда находился под сильным влиянием Рильке, хоть моя стилистика и приходилась десятой водой на киселе этому поэту. Если это ещё и наложить на переслащенную фабулу, получим экстракт соцреалистических времен».
Одним из следствий такого отношения был запрет перевода на другие языки. В частности, Лем запретил переводить «Магелланово облако» на японский язык, со следующей формулировкой: «Япония не знала коммунистического режима, и если мой роман обратит в коммунизм хотя бы одного-единственного японца, мне суждено гореть в аду».